# Morge (Rhone)
Die Morge ist ein rund 20 Kilometer langer rechter Nebenfluss der Rhone. Er entspringt dem Tsanfleurongletscher und nimmt nur wenig später die Contheysanne und die Tsanfleuronne auf. Deren Quellgebiete liegen im weiteren Umfeld des Sanetschpasses. Nur wenig später mündet die Nétage in die Morge. In ihrem Verlauf nimmt sie zahlreiche, meist kleine Sturzbäche auf. Der längste ist die Rogne, die ihr Quellgebiet am Mont Gond (2709,9 m) hat.
Oberhalb der Einmündung der Nétage wird der Morge seit den 1880er Jahren Wasser für die Bisse du Torrent-Neuf entnommen, welche über 11 Kilometer bis nach Savièse führt.
In ihrem Unterlauf passiert sie das Gemeindegebiet von Conthey. Im Ortsteil Pont-de-la-Morge fliessen ihr ein kleiner Wasserlauf und eine Suone aus dem Lac du Mont d’Orge zu. Ab hier verläuft sie in einem begradigten Flussbett bis zur Mündung in die Rhône.
Die Morge bildet auf dem gesamten Flusslauf, bis auf ein kleines Stück nach Conthey, die Grenze zwischen den Bezirken Conthey und Sitten.